# Romanca

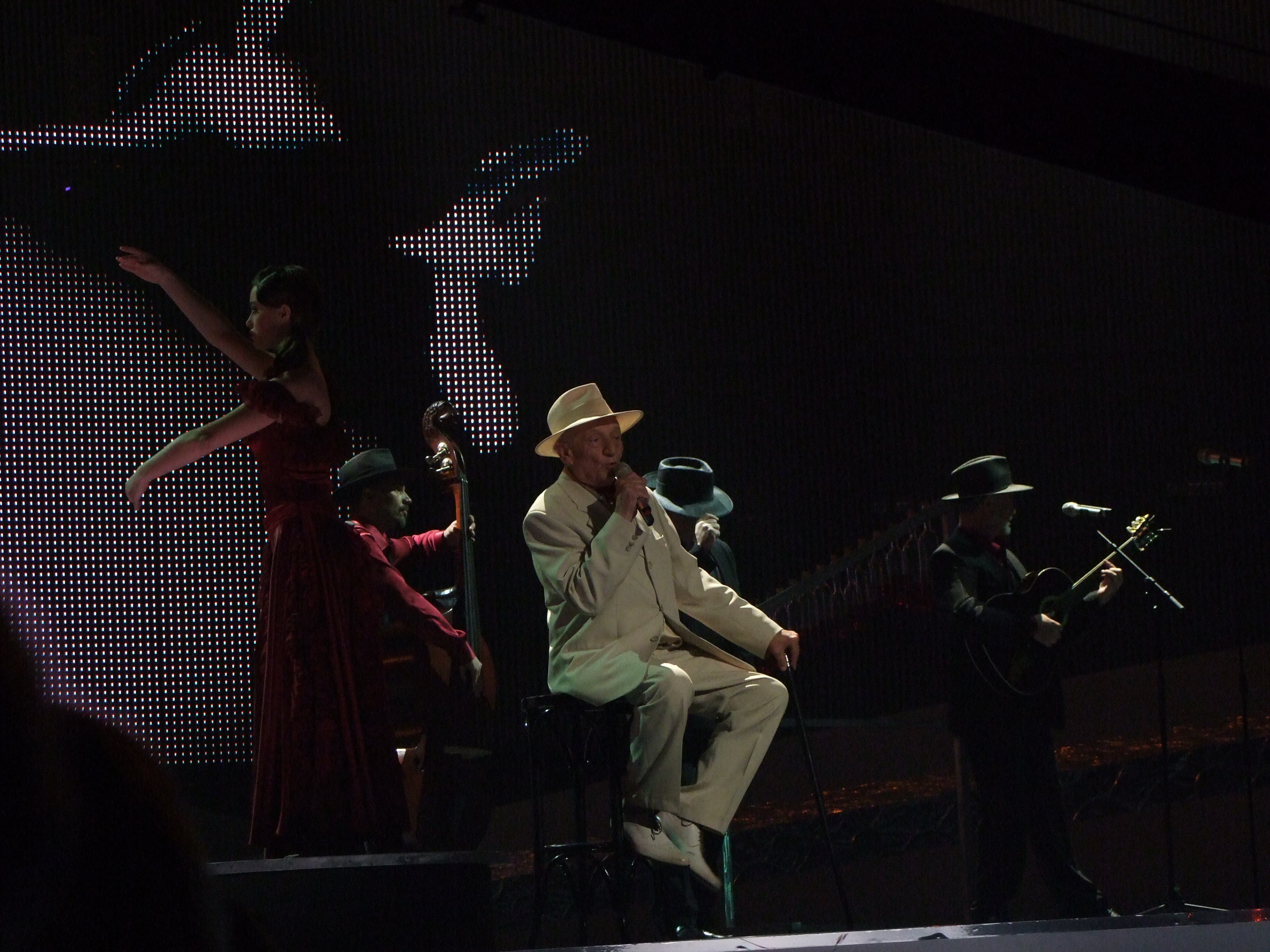

Romanca (перевод с хорв. — «Романс») — песня, с которой 22 мая 2008 года Kraljevi Ulice & 75 Cents представили Хорватию на международном конкурсе песен «Евровидение 2008». Автор песни: Миран Хаджи Велжкович. Песня заняла 21 место с 44 баллами в финале, а во втором полуфинале конкурса — 4 место с 112 баллами.
28 марта 2009 года в Государственном Кремлёвском Дворце Kraljevi Ulice получили всероссийскую государственную премию "Шансон года 2009" за русскую версию песни Romanca.